# Liste der Flaggen im Schwarzwald-Baar-Kreis
Diese Liste beinhaltet alle Flaggen im Schwarzwald-Baar-Kreis in Baden-Württemberg.
In Baden-Württemberg werden zweibahnige Flaggen verliehen, deren Farben den Wappenfarben entsprechen. Dabei wird oft als erste Farbe der Flagge (links vom Betrachter) die Farbe der Wappenfigur und als zweite Farbe die des Wappengrundes genommen. Flaggen, die vor Inkrafttreten der deutschen Gemeindeordnung 1935 geführt wurden, dürfen beibehalten werden, auch wenn diese nicht den heutigen Bestimmungen in Baden-Württemberg entsprechen.

## Schwarzwald-Baar-Kreis
| Landkreis              | Flagge | Kommentare |
| Schwarzwald-Baar-Kreis |        | Wappen am 7. Juni 1974 vom Innenministerium verliehen: „Geviert von Silber und Blau, im ersten Feld ein blau bewehrter roter Adler.“ Flagge: Weiß-Blau. |

## Flaggen der Städte im Schwarzwald-Baar-Kreis
| Stadt                      | Flagge | Kommentare |
| Bad Dürrheim               |        | Fast alle Siegel der Gemeinde (ab 1840) zeigen Schild mit Johanniterkreuz und geflügelten Löwe oder Greif als Schildhalter. Wappen und Flagge am 7. Dezember 1957 vom Innenministerium verliehen: „In einem durch einen goldenen (gelben) Stab gespaltenen Schild vorn in Rot ein silbernes (weißes) Johanniterkreuz, hinten in Blau über drei silbernen (weißen) Wellenleisten ein achtstrahliger silberner (weißer) Stern.“ Flagge: Weiß-Rot. |
| Blumberg                   |        | Gespaltener Schild mit Wolkenfeh im oberen, Dreiberg im unteren Feld im ältesten Siegel von 1564. Wappen im 19. Jahrhundert auch ohne Dreiberg, mit damasziertem unteren Feld gezeichnet. Heutiges Wappen am 7. Juli 1960 vom Innenministerium verliehen: „Unter einem durch Wolkenschnitt von Silber (Weiß) und Grün geteilten Schildhaupt in Silber (Weiß) ein roter Zahnkranz, worin schräggekreuzt ein roter Hammer und ein rotes Eisen, unter dem Zahnkranz schräggekreuzt ein grünes Eichen- und ein grünes Buchenblatt.“ Flagge: Grün-Weiß. |
| Bräunlingen                |        | Löwe im ersten Abdruck des Stadtsiegels von 1305. Ältestes koloriertes Wappen aus dem Jahre 1733 zeigt heutige Tingierung: „In Gold (Gelb) ein roter Löwe.“ Flagge: Rot-Gelb. |
| Donaueschingen             |        | Wappen im Jahre 1895 angenommen: „In von Silber (Weiß) und Blau geteiltem Schild ein sechsspeichiges Rad in verwechselten Farben.“ Flagge: Weiß-Blau. |
| Furtwangen im Schwarzwald  |        | Turmruine auf mit Tannen bewachsener Berg in Siegel von 1820, Siegelbild im Jahre 1900 vom Generallandesarchiv zum Wappen gestaltet unter Umzeichnung des Turms zur Burgruine und vager Festlegung der Farben. Zeichnung und Tingierung des Wappens bei einer Neuzeichnung 1960 verändert, Veränderungen durch Gemeinderatsbeschluss vom 28. Februar 1984 beseitigt. Flaggenfarben vor 1891 erwähnt: „In Silber (Weiß) auf grünem Berg eine rote Burgruine, begleitet von zwei grünen Tannen.“ Flagge: Rot-Weiß, Weiß-Rot. |
| Hüfingen                   |        | Turm in wechselnder Gestalt in allen Siegeln seit dem ältesten Siegel von 1460, sowie in sonstigen Wappendarstellungen. Tingierung im Jahre 1903 festgelegt: „In Blau ein schwebender, gemauerter, spitzbedachter silberner (weißer) Torturm mit zwei Erkertürmchen.“ Flagge: Weiß-Blau. |
| St. Georgen im Schwarzwald |        | Ältestes Gemeindesiegel von Anfang des 19. Jahrhunderts zeigt badisches Staatswappen von 1807, daneben der Heilige Georg als geharnischter Ritter mit Hellebarde und mit einem Kreuz belegten Wappenschild. St. Georg in dieser Art mit Drachen im Kerngerichtssiegel vom 16. Jahrhundert und in Stempeln des 19. Jahrhunderts. St. Georg erscheint zu Pferde in Siegeln seit der Stadterhebung. Darstellung und Tingierung 1958 festgelegt, am 15. August 1958 vom Innenministerium in Kenntnis genommen: „In Rot auf golden (gelb) gezäumtem silbernen (weißen) Pferd linkshin reitend der golden (gelb) gerüstete Heilige Georg, mit der Rechten dem auf dem Rücken liegenden grünen Drachen die schwarze Lanze in den Hals stoßend.“ Flagge: Rot-Weiß. |
| Triberg im Schwarzwald     |        | Wappen der Herren von Hornberg/Triberg in Siegeln seit dem ältesten Siegel von 1501. Älteste Wappendarstellung außerhalb der Siegel aus dem Jahre 1685. Schild über dem Dreiberg seit der zweiten Hälfte des 19. Jahrhunderts geviert von Silber und Rot. Heutige Gestaltung 1898, Tingierung 1962 festgelegt, vom Innenministerium am 15. Mai 1962 bestätigt: „Über grünem Dreiberg in von Silber (Weiß) und Rot geviertem Schild zwei gestürzte zugewendete Hifthörner in verwechselten Farben.“ Flagge: Weiß-Rot. |
| Villingen-Schwenningen     |        | Wappen am 11. Dezember 2001 vom Regierungspräsidium Freiburg verliehen: „In von Silber (Weiß) und Blau gespaltenem Schild ein Wellenbalken in verwechselten Farben, im rechten oberen Feld ein linksgewendeter, golden (gelb) bewehrter roter Adler, im linken oberen Feld ein schwimmender silberner (weißer) Schwan mit goldenem (gelbem) Schnabel und goldener (gelber) Zunge.“ Flagge: Weiß-Blau. |
| Vöhrenbach                 |        | Wappen 1802 vom Fürst Karl Joachim zu Fürstenberg genehmigt, im Jahre 1962 nochmals festgelegt: „In Blau ein goldener (gelber) Wellenschrägbalken, belegt mit einer aufwärts schwimmenden roten Forelle.“ Flagge: Blau-Gelb. |

## Flaggen der Gemeinden im Schwarzwald-Baar-Kreis
| Gemeinde                  | Flagge | Kommentare |
| Brigachtal                |        | Wappen und Flagge am 27. Februar 1976 vom Landratsamt des Schwarzwald-Baar-Kreises verliehen: „In Grün ein verbreiterter silberner (weißer) Schräglinksbalken, überdeckt mit einem aufgerichteten, rot bewehrten und rot bezungten schwarzen Bären.“ Flagge: Weiß-Grün. |
| Dauchingen                |        | Badisches Staatswappen von 1807 (In schräglinks geteiltem Feld oben ein Schrägbalken, unten ein Löwe.) in Siegel der Vogtei Dauchingen vor Mitte des 19. Jahrhunderts. Späteres Gemeindesiegel zeigt Wappenschild mit linksgewendeten Löwen mit einem D in den Vorderpranken. Heutiges Wappen 1902 vom Generallandesarchiv vorgeschlagen, seit 1945 im Siegel geführt. Wappen und Flagge am 18. August 1961 vom Innenministerium verliehen: „In Rot ein linksgewendeter goldener (gelber) Löwe mit einer gestürzten silbernen (weißen) Pflugschar zwischen den Vorderpranken.“ Flagge: Gelb-Rot.                                                                       |
| Gütenbach                 |        | |
| Königsfeld im Schwarzwald |        | |
| Mönchweiler               |        | Heutiges Wappen in Siegel von 1811. Wappenschild mit links- oder rechtsgewendetem Löwen in Siegeln in der zweiten Hälfte des 19. Jahrhunderts. Wiederaufnahme des Wappens aus dem ältesten Siegel 1919 vom Gemeinderat beschlossen, heutiges Wappen am 15. April 1922 angenommen. Flagge am 5. Juli 1984 vom Landratsamt Schwarzwald-Baar-Kreis verliehen: „In Silber (Weiß) unter goldenem (gelbem) Schildhaupt, worin eine blaue Hirschstange, ein wachsender Mönchsrumpf in schwarzem Habit.“ Flagge: Blau-Gelb. |
| Niedereschach             |        | |
| Schonach im Schwarzwald   |        | Maria im ältesten Siegel von 1811, sowie in Siegeln seit Mitte des 19. Jahrhunderts. Siegelbild in Wappenschild in Siegel von 1900, Zeichnung und Tingierung im Jahre 1952 festgelegt. Wappen und Flagge am 8. Dezember 1960 vom Innenministerium verliehen: „In Silber (Weiß) aus einer liegenden goldenen (gelben) Mondsichel wachsend die Muttergottes mit blauem Gewand, rotem Schleier und goldener (gelber) Krone und Nimbus, in der Rechten ein goldenes (gelbes) Zepter, in der Linken das rot gekleidete, golden (gelb) nimbierte Jesuskind haltend, das die Rechte segnend erhoben hat und in der Linken eine goldene (gelbe) Kugel hält.“ Flagge: Rot-Weiß. |
| Schönwald im Schwarzwald  |        | Siegelführung seit dem 19. Jahrhundert; steiler, von sieben Tannen bestandener Berg, davor aufgereiht fünf nicht eindeutig bestimmbare Bäume in Siegeln. In halber Höhe des Berges herabfließender Bach in Siegel von 1880. Wappen im Jahre 1901 vom Generallandesarchiv gestaltet: „In Silber (Weiß) auf grünem Fünfberg fünf grüne Tannen mit schwarzem Stamm; vom Fuß des obersten Berges fließt eine blaue Kaskade herab.“ Flagge: Weiß-Grün. |
| Tuningen                  |        | Wappen seit 1910 geführt. Flagge am 8. März 1982 vom Landratsamt verliehen: „In Silber (Weiß) ein angehackter schwarzer Schrägbalken, aus dem beiderseits je eine golden (gelb) besamte rote Rose mit grünen Kelchblättern an schwarzem Stiel wächst.“ Flagge: Rot-Weiß. |
| Unterkirnach              |        | Drei Zinnentürme auf Dreiberg in Siegeln seit Mitte des 19. Jahrhunderts. Siegelbild in modifizierter Form als Wappen am 12. Oktober 1930 angenommen, sowie Gemeindefarben festgelegt: „In Silber (Weiß) auf grünem Dreiberg drei rote Zinnentürme, der mittlere höher und breiter als die äußeren.“ Flagge: Grün-Weiß-Rot. |

## Flaggen ehemaliger Städte und Gemeinden
| Ortsteil     | Flagge | Kommentare |
| Behla        |        | „In geteiltem Schild oben in Gold ein wachsender roter Adler, unten von Schwarz und Gold geteilt.“ Flagge: Gelb-Schwarz. |
| Fürstenberg  |        | „In Silber eine rote Zinnenmauer mit offenem Tor, darüber zwei spitz bedachte rote Zinnentürme.“ Flagge: Rot-Weiß.       |
| Mundelfingen |        | „Mit blau-silbernem Wolkenbord von Schwarz und Gold dreimal geteilt.“ Flagge: Schwarz-Gelb.                              |
| Weiler       |        | „In Blau drei (2:1) goldene Garben.“ Flagge: Blau-Gelb.                                                                  |